# CFR 45 sorozat
A CFR 45 sorozat egy román Co'Co' tengelyelrendezésű 25 kV 50 Hz AC áramrendszerű villamosmozdony-sorozat. Összesen 24 db-ot alakítottak át az egykori  svéd ASEA által 1965-ben gyártott CFR 41 sorozatból. Ez a sorozat a 40/41-es sorozat felújított, modernizált változata. A CFR Călători üzemelteti.